# ريتشارد بلمار
ريتشارد دين بلمار هو مواطن بريطاني ولد في 31 أكتوبر 1979 في لندن، اُعتقل خارج نطاق القانون في معتقل غوانتانامو الأمريكي في كوبا. كان أول من اعتقل في باكستان في عام 2002، حيث سُجن في قاعدة باغرام، ثم تم نقله إلى غوانتانامو. وعاد إلى المملكة المتحدة في 25 يناير 2005.

## حياته الشخصية
ولد في ماريليبون بلندن. ولديه أخت وأخ أكبر. كان والده كاثوليكي، درس ريتشارد في مدرسة سانت جورج الرومانية الكاثوليكية الثانوية. وعمل في مكتب بريد. اعتنق الإسلام في عام 1999 بعد أخيه الأكبر.
ثم سافر لفترة في باكستان، كما سافر إلى أفغانستان للدراسة في مدرسة دينية في يوليو 2001.

## اعتقاله
يقول ريشارد أنه حاول الخروج من أفغانستان خمس مرات بعد أن بدأت الحرب، ومشى عبر الجبال ليصل إلى باكستان في ديسمبر 2001. ثم عاد إلى كراتشي. بينما يقول المسؤلون الأمريكيون أنه تم القبض عليه في منزل تابع لتنظيم القاعدة في فبراير 2002. وفي ديسمبر 2002 تم نقله إلى غوانتانامو.

## إطلاق سراحه
عاد إلى المملكة المتحدة مع تسعة بريطانيين آخرين معتقلين في خليج غوانتانامو في 25 يناير 2005، منهم معظم بيك، ومارتن موبانغا وفيروز عباسي. وفي مقابلة بعد الإفراج عنه قال أنه تعرض للضرب والإهانة والاعتداء جنسيًا أثناء الاستجواب.